# Чепецкий механический завод
АО «Чепецкий механический завод» (АО ЧМЗ) — российское металлургическое предприятие, специализирующееся на получении металлов, сплавов и изделий из них для атомной промышленности. В частности, является производителем металлического циркония, ниобия, кальция. Входит в структуру топливной компании «ТВЭЛ» госкорпорации «Росатом».
Расположено в Удмуртии, в городе Глазове.

## История

### Патронный завод
Незадолго до Великой Отечественной войны Наркомат текстильной промышленности СССР развернул в Глазове строительство льнокомбината.
В начале Великой Отечественной войны в Глазов была эвакуирована часть оборудования двух патронных заводов: Кунцевского завода № 46 (бывший Русско-Бельгийский патронный завод) и Подольского патронного завода (ныне Подольский электромеханический завод). Патронный завод № 544 проработал до конца войны. По окончании войны заводу было передано оборудование и кадры закрытого иркутского патронного завода № 540.

### ЧМЗ
9 декабря 1946 года принято постановление Совета министров СССР об организации производства урана на базе завода № 544. Завод был передан в ведение Первого Главного Управления при Совете Министров СССР. Приказ о передаче патронного завода на баланс Первого Главного Управления подписан 19.12.1946. Эту дату принято считать днём рождения предприятия. В следующем году началась модернизация завода. В ноябре 1948 года на урановом производстве был получен первый тетрафторид урана, из которого путём черновых и рафинировочных восстановительных плавок были отлиты первые урановые слитки.
Получение металлического урана велось методом восстановления из оксида металлическим кальцием. Для удовлетворения потребностей уранового производства в начале 50-х годов Министерство среднего машиностроения приняло решение развернуть крупномасштабное производство металлического кальция на ЧМЗ. Метод — электролиз хлористого кальция. В ноябре 1954 года в строй вступила первая очередь мощностью до 2 тыс. тонн кальция в год, а в августе 1956 года кальциевое производство было запущено на проектную мощность. Созданное производство могло обеспечивать потребности в кальции не только самого завода но и всей атомной промышленности СССР. С 1970-х годов начался экспорт металлического кальция.
В мае 1957 года на заводе началось строительство цеха по производству металлического циркония. В 1959 году получены первые слитки циркониевых сплавов.
В 1966 году завод награждён орденом Трудового Красного Знамени.
В ноябре 1966 года завод приступил к строительству цехов прокатно-прессового производства для изготовления изделий из циркониевых сплавов. В июне 1973 году производство труб из циркония вышло на проектную мощность. В 1978 году была разработана и внедрена первая система управления качеством.

### В Российской Федерации
В 1990 году ОАО ЧМЗ приступает к выполнению конверсионных программ и ищет новые пути развития производства.
При переходе к рыночной экономике предприятие понесло определённые потери. Значительно снизился общий объём производства, прекратился выпуск нескольких видов основной продукции оборонного значения, и, как следствие этого, резко снизилась прибыль. Срочно были приняты меры по снижению непроизводственных и производственных затрат. Создана эффективная система управления предприятием.
В 1992 году руководство ОАО ЧМЗ приняло решение о формировании на предприятии системы общего управления качеством, основанной на принципах TQM (Total Quality Management — общее управление качеством) с учётом имеющегося опыта разработки систем качества. За основу были взяты международные стандарты ISO серии 9000.
В 1995 году предприятие получило возможность выйти со своей продукцией на мировой рынок. Возникает необходимость в реконструкции и реорганизации производства для обеспечения качества выпускаемой продукции в соответствии с требованиями мировых стандартов.
Решением Государственного комитета Удмуртской
Республики по собственности 28 марта 1996 года предприятие преобразовано в открытое акционерное общество «Чепецкий механический завод».

### Новейшее время
С 17 ноября 2014 года предприятие переименовано в Акционерное общество «Чепецкий механический завод».
29 апреля 2022 года коллектив «Чепецкого механического завода» награждён Почётным знаком Российской Федерации «За успехи в труде» за достигнутые высокие показатели в производственной деятельности.

## Деятельность
АО ЧМЗ производит цирконий, циркониевые сплавы ядерной чистоты; сверхпроводниковые материалы на основе сплава ниобий-титан и соединений ниобий-олово.
Также производит изделия из циркониевых сплавов (трубный и листовой прокат); металлический кальций.
Участвовал в международной программе создания термоядерного реактора ИТЭР, как производитель сверхпроводящих материалов.
В мае 2019 года было определено, что ЧМЗ станет производить порошок из титановых сплавов для «3D-принтеров». Производить сами принтеры будет входящее в «ТВЭЛ» — ООО «Русатом — Аддитивные технологии». Предполагается, что с 2020 года с применением материалов ЧМЗ начнётся опытное производство титановых медицинских протезов.
В августе 2019 года ЧМЗ начал опытно-промышленную работу по переработке отходов, образовавшихся за время производства тетрафторида урана на заводе. Это позволит на 70 % сократить объём накопленных отходов уранового производства на ЧМЗ. В России это первый проект по переработке донных осадков хвостохранилища. Это позволит ЧМЗ наладить производство новой продукции из осадков хвостохранилища, например концентрата полиураната аммония. В дальнейшем этот концентрат будет направлен для переработки на другие предприятия «ТВЭЛ» и вернётся в топливный ядерный цикл.

## Современный статус
АО «Чепецкий механический завод» — один из крупнейших в мире и единственный в России производитель изделий из циркония и его сплавов, металлического кальция, гафния и низкотемпературных сверхпроводящих материалов. Занимает ведущие позиции в производстве ниобия, титана и сплавов на его основе. Продукция АО ЧМЗ востребована на предприятиях атомной энергетики, химической, нефтегазовой и медицинской отраслей промышленности.
На базе АО ЧМЗ создан отраслевой центр металлургии (ОЦМ). Он развивается по пяти основным бизнес-направлениям: редкоземельное производство и керамика; спецтрубопрокат; сверхпроводящие материалы; кальциевое производство; проект по новым продуктам. По словам руководства «ТВЭЛ», на долю металлургической продукции, произведённой ЧМЗ, приходится более 25 % выручки от новых бизнесов «ТВЭЛ» в 2018 году (то есть неядерного бизнеса).
Градообразующее предприятие города Глазова; обеспечивает 70 % бюджета и более 60 % занятости.